# Coloneura stylata
Coloneura stylata är en stekelart som beskrevs av Forster 1862. Coloneura stylata ingår i släktet Coloneura och familjen bracksteklar. Inga underarter finns listade i Catalogue of Life.